# Dique Luján
Dique Luján is een plaats in het Argentijnse bestuurlijke gebied Tigre in de provincie Buenos Aires. De plaats telt 1.995 inwoners.

## Overleden
Diego Maradona (1960-2020), voetballer